# Каменки-Дранишниково
Каменки-Дранишниково — деревня в Богородском городском округе Московской области России.

## Население
| 1852 | 1859 | 1926 | 2002 | 2006 | 2010 |
| ---- | ---- | ---- | ---- | ---- | ---- |
| 89   | ↗182 | ↗433 | ↘242 | ↘229 | ↘167 |

## География
Деревня Каменки-Дранишниково расположена на востоке Московской области, в южной части Богородского городского округа, примерно в 33 км к востоку от Московской кольцевой автодороги и 7 км к юго-западу от центра города Ногинска.
В 6 км к западу от деревни проходит Монинское шоссе Р109, в 1 км к северу — Горьковское шоссе М7, в 11 км к югу — Носовихинское шоссе, в 4 км к востоку — Московское малое кольцо А107. Ближайшие населённые пункты — деревни Борилово, Новое Подвязново, Новые Псарьки и Старые Псарьки.
Связана автобусным сообщением с городом Ногинском и городом Электроугли.

## История
В середине XIX века государственная деревня Каменный Враг, Драничникова относилась ко 2-му стану Богородского уезда Московской губернии и также принадлежала титулярному советнику Константину Павловичу Нарышкину, в деревне было 20 дворов, крестьян 43 души мужского пола и 46 душ женского.
В «Списке населённых мест» 1862 года Дранишниково (Каменный враг, Каменки) — деревня разных ведомств 2-го стана Богородского уезда Московской губернии по правую сторону Владимирского шоссе (от Богородска), в 5 верстах от уездного города и 17 верстах от становой квартиры, при реке Каменке, с 27 дворами и 182 жителями (87 мужчин, 95 женщин).
По данным на 1890 год Дранишникова и Каменки — деревни Шаловской волости 2-го стана Богородского уезда.
В 1913 году в деревне Дранишниково было 32 двора и пивная лавка, в деревне Каменке — 29 дворов.
По материалам Всесоюзной переписи населения 1926 года — деревни Каменско-Дранишниковского сельсовета Пригородной волости Богородского уезда в 1,1 км от Владимирского шоссе и примерно 5 км от станции Богородск Нижегородской железной дороги:
- Дранишниково — 221 житель (99 мужчин, 122 женщины), 47 хозяйств (39 крестьянских);
- Каменка — 212 жителей, (99 мужчин, 113 женщин), 45 хозяйств (35 крестьянских), имелась школа 1-й ступени[13].

На послевоенных топографических картах деревни указаны как единое селение Каменка-Дранишниково.
С 1929 года — населённые пункты Московской области.
Административно-территориальная принадлежность
1929—1930 гг. — в составе Каменско-Дранишниковского сельсовета Богородского района.
1930—1954 гг. — в составе Каменско-Дранишниковского сельсовета Ногинского района.
1954—1957, 1959—1963, 1965—1994 гг. — в составе Аксёно-Бутырского сельсовета Ногинского района.
1957—1959 гг. — в составе Загорновского сельсовета Ногинского района.
1963—1965 гг. — в составе Аксёно-Бутырского сельсовета Орехово-Зуевского укрупнённого сельского района.
1994—2006 гг. — в составе Аксёно-Бутырского сельского округа Ногинского района.
2006—2018 гг. — деревня сельского поселения Аксёно-Бутырское Ногинского муниципального района.
С 2019 года — деревня Старокупавинской территории Богородского городского округа.